# Newton (Hampton Court)
Newton – osada i civil parish w Anglii, w hrabstwie Herefordshire. W 2001 civil parish liczyła 61 mieszkańców. Newton jest wspomniana w Domesday Book (1086) jako Neutone.